# Pilotrichella profusicaulis
Pilotrichella profusicaulis är en bladmossart som beskrevs av Jean Édouard Gabriel Narcisse Paris 1897. Pilotrichella profusicaulis ingår i släktet Pilotrichella och familjen Meteoriaceae. Inga underarter finns listade i Catalogue of Life.